# Another Workout
Another Workout è un album di Hank Mobley, pubblicato dalla Blue Note Records nel 1985.Tutti i brani del disco furono registrati negli studi di Rudy Van Gelder a Englewood Cliffs, New Jersey (Stati Uniti) nelle date indicate nella lista tracce.

## Tracce
Lato A
1. Out of Joe's Bag – 10:00 (Hank Mobley) – Registrato il 5 dicembre 1961
2. I Should Care – 10:45 (Axel Stordahl, Paul Weston, Sammy Cahn) – Registrato il 5 dicembre 1961
3. Gettin' and Jettin' – 7:28 (Hank Mobley) – Registrato il 5 dicembre 1961

Lato B
1. Hank's Other Soul – 5:16 (Hank Mobley) – Registrato il 5 dicembre 1961
2. Hello, Young Lovers – 6:59 (Richard Rodgers, Oscar Hammerstein II) – Registrato il 5 dicembre 1961
3. Three Coins in a Fountain – 5:25 (Jule Styne, Sammy Cahn) – Registrato il 26 marzo 1961

## Musicisti
Brani A1, A2, A3, B1 e B2
- Hank Mobley - sassofono tenore
- Wynton Kelly - pianoforte
- Paul Chambers - contrabbasso
- Philly Joe Jones - batteria[2]

Brano B3
- Hank Mobley - sassofono tenore
- Wynton Kelly - pianoforte
- Paul Chambers - contrabbasso
- Philly Joe Jones - batteria[3]